# Kurt Dörflinger
Kurt Dörflinger (* 5. August 1910 in Karlsruhe; † 6. Januar 1986 in Estorf) war ein deutscher Komponist, der auch als Jazz- und Unterhaltungsmusiker arbeitete. Er veröffentlichte auch unter dem Pseudonym Collano.
Dörflinger studierte in den 1920er Jahren am Munz’schen Konservatorium seiner Geburtsstadt. In den 1930er und 1940er Jahren arbeitete er als Saxophonist bei Willy Berking, im Deutschen Tanz- und Unterhaltungsorchester (unter Willi Stech) und bei Kurt Widmann, für den er das Stück Heisse Tage verfasste. Dann arbeitete er in Rundfunkorchestern. Er komponierte Orchesterwerke, die komische Oper Der Erntekranz, das sinfonisch angelegte Werk Revolution, aber auch Schlager wie Ganz leis’ erklingt Musik, den Conny Scheffel einspielte.

## Lexikalische Einträge
- Jürgen Wölfer: Jazz in Deutschland. Das Lexikon. Alle Musiker und Plattenfirmen von 1920 bis heute. Hannibal, Höfen 2008, ISBN 978-3-85445-274-4.